# バウンズ・グリーン駅
バウンズ・グリーン駅（バウンズ・グリーンえき、英語: Bounds Green tube station）は、ロンドン地下鉄のピカデリー線の駅である。1932年9月19日に開設。ロンドン北のハーリンゲイ・ロンドン特別区のバウンズ・グリーンに位置している。